# Alianța Liberă Europeană
Alianța Liberă Europeană (EFA) este o coaliție politică europeană care constă din diferite partide politice regionale  din Uniunea Europeană. Membrii acestor partide pledează, fie pentru independență politică deplină și suveranitate, fie pentru o formă de descentralizare sau de auto-guvernare pentru țara sau regiunea lor. Alianța acceptă în sânul ei doar partide progresiste; de aceea, doar o parte din partidele europene regionaliste sunt membre ale ALE.
Aripa de tineret a ALE este Alianța Liberă Europeană de Tineret (EFAY), inființată în anul 2000.

## Istoria
Regionaliști au fost mult timp reprezentați în Parlamentul European. În 1979 alegerilor patru partide regionaliste obținute de locuri: Partidul Național Scoțian (SNP), Uniunea Populară Flamandă  (VU), Democratice Față de Francofoni (FDF) cu sediul la Bruxelles și Partidul Poporului din Tirolul de Sud (SVP). SNP, deși predominant social-democrat, s-a alăturat Democraților Europeni Progresiști, o grupare conservatoare condusă de grupul francez Adunarea pentru Republică. VU și FDF s-au alăturat eterogenului Grup Tehnic al Independenților, în timp ce SVP a aderat la Partidul Popular European.
În 1981, șase partide (VU, Partidul Național Frisian, Independent Fianna Fáil, Partidul Germanofonilor Belgieni, Partidul pentru Organizarea Britaniei Libere și  Asociația Națională Alsacia-Lorena), plus trei observatori ( Uniunea Poporului Corsican,  Partidul Occitan și Convergența Democratică din Catalonia, CDC), și-au unit forțele pentru a forma Alianța Liberă Europeană. Deputații regionaliști  au continuat, însă, să se așeze în diferite grupuri din Parlamentul European: SNP în  Alianța Democratică Europeană dominată de gaulliști; VU, Prtidul Acțiunea Sardă (PSd'Az) și Solidaritatea Bască (EA) în Grupul Rainbow, împreună cu partidele Verzi; SVP în grupul Partidul Popular European; CDC cu Liberal-Democrații; și Batasuna (Uniunea) printre Neînscriși.
Abia după alegerile din 1989  pentru Parlamentul European, membrii ALE au format un grup unit, numit Rainbow (Curcubeu), ca predecesorii lor verzi. Acesta a constat din trei deputații italieni (doi de la Lega Lombardă și unul pentru PSd'az), doi deputați spanioli  (unul pentru PNV și unul pentru Partidul Andaluz, PA), un deputat belgian  (VU), un deputat francez (Uniunea Poporului Corsican, UPC), un deputat britanic (SNP) și unul independent din parlamentul din Irlanda. Lor li s-au alăturat 4 deputați danezi de stânga eurosceptici ai Mișcării Populară împotriva UE, în timp ce celelalte partide regionaliste, inclusiv SVP, Batasuna și Convergență și Unire a Cataloniei (CIU) au refuzat să se alăture.
În alegerile din 1994 Parlamentul European, regionaliștii au pierdut multe locuri. Mai mult decât atât, ALE a avut suspendată afiliatul său major, Lega Nord (Liga Nord), pentru că și-au unit forțele în guvern cu  Alianța Națională de orientare neofascistă. De asemenea, PNV a ales să treacă la Partidul Popular European (PPE). Cei trei membrii ai ALE rămași (reprezentând SNP, VU și Coaliția din Canare) au format, cu grupul francez Énergie Radicale și grupul italian Panella List, Alianța Radicală Europeană.
În urma alegerilor din 1999 pentru Parlamentul European, în care partidele din ALE au ieșit destul de bine, deputații ALE au format un grup comun cu Partidul Verde European, sub numele Verzi–Alianța Liberă Europeană (Greens/EFA). ALE a venit cu zece membri: de la SNP -ul scoțian, de la galezul Plaid Cymru, și de la flamandul VU, și câte unul de la basele PNV și EA, andaluzul PA și galicianul Bloc Naționalist (BNG).
În alegerile din 2004, ALE, care a devenit oficial un partid politic european, a fost redusă la patru deputați: doi de la SNP (Ian Hudghton și Alyn Smith), unul de la Plaid Cymru (Jill Evans) și unul de la Stânga Republicană din Catalonia (ERC; Bernat Joan am Marí, înlocuit la jumătatea mandatului de bascul Mikel Irujo de la  EA). Lor li s-au alăturat doi membri asociați: Tatjana Ždanoka de la Pentru Drepturilor Omului în Letonia Unită (PCTVL) și László Tőkés, deputat independent, fost membru al Uniunii Democrate a Maghiarilor din România (UDMR). Cooperarea între ALE și Verzi a continuat.
După revizuirea din 2008 a Regulamentului UE care reglementează felul in care  partidele politice europene pot crea fundații europene afiliate, ALE a stabilit oficial fundația/think-tank-ul numit Centrul Maurits Coppieters (CMC), în septembrie 2007.
În alegerile din 2014 pentru Parlamentul European, ALE obține douăsprezece locuri în Parlament: patru pentru N-VA, două pentru SNP, două pentru L'Esquerra pel Dret un Decidir (o listă electorală compus în principal din ERC), unul pentru Los Pueblos Deciden (o listă electorală cuprinzând EH Bildu, o coaliție bască, inclusiv EA), unul pentru Primavera Europea (o listă electorală cuprinzând Blocul Naționalist Valencia, BNV, și Uniunea Aragoneză, ChA), unul pentru Plaid Cymru, și unul pentru Uniunea Rusă din Letonia (LKS). Din cauza divergențelor  ideologice cu Verzii flamanzi,  N-VA a plecat la grupul Conservatorii și Reformiștii Europeni (ECR) , iar parlamentarul de la EH Bildu  a aderat la grupulStânga Unită Europeană–Stânga Verde Nordică (GUE/NGL): ALE a rămas, astfel, cu șapte deputați.

## Ideologia
În declarația de la Bruxelles din anul 2000, ALE și-a codificat principiile politice. ALE pledează pentru "o Europă a Popoarelor Libere, bazată pe principiul subsidiarității, care crede în solidaritatea cu toate popoarele lumii." ALE se vede pe sine ca o alianță de popoare apatride, luptând pentru recunoaștere, autonomie, independență sau care doresc să aibă un cuvânt de spus în Europa. ALE susține integrarea Europeană pe baza principiul subsidiarității. Ea consideră, de asemenea, că Europa ar trebui să renunțe la accentuarea centralizării și să meargă pe linia formării unei "Europe a regiunilor". Se consideră că regiunile ar trebui să aibă mai multă putere în Europa; de exemplu, să participe la Consiliul Uniunii Europene, atunci când este discutat domeniul lor de competență. Ea vrea, de asemenea, protejarea diversității lingvistice și culturale în cadrul UE.
ALE, în linii mari, se află pe partea stângă a spectrului politic.Declarația de la Bruxelles subliniază preocuparea pentru protecția drepturilor omului, dezvoltarea durabilă și justiția socială.
Membrii ALE sunt, în general, progresiști, deși există unele excepții notabile, precum formațiunile conservatoare  Noua Alianță Flamandă, Partidul Bavaria, Partidul Schleswig și Viitorul Ålandei, creștin-democrata Uniune slovenă, Liga Repubblica Veneta de centru-dreapta și Libertatea Tirolului de Sud de extremă-dreapta.